# Ceraspis opacipennis
Ceraspis opacipennis är en skalbaggsart som beskrevs av Moser 1919. Ceraspis opacipennis ingår i släktet Ceraspis och familjen Melolonthidae. Inga underarter finns listade i Catalogue of Life.